# Colgate
Colgate là nhãn hiệu thuộc sở hữu của tập đoàn Colgate-Palmolive, chuyên về các sản phẩm vệ sinh răng miệng, bao gồm bàn chải (loại thông thường và loại máy), kem đánh răng, nước súc miệng, chỉ nha khoa.

## Lịch sử hình thành và phát triển[4]
1806: Công ty được thành lập bởi William Colgate, chuyên sản xuất tinh bột, xà phòng và nến.
1866: Colgate giới thiệu sản phẩm xà phòng hương nước hoa và nước hoa đóng chai.
1872: Colgate bắt đầu bán Xà phòng tắm hương nước hoa nhãn hiệu Cashmere Bouquet.
1873: Colgate bán kem đánh răng được đựng trong những chiếc hũ.
1896: Kem đánh răng Colgate được sản xuất dưới dạng tuýp nặn.
1900: Colgate thắng giải danh hiệu hàng đầu cho sản phẩm xà phòng và nước hoa tại lễ trao giải World’s Fair ở Paris.
1947: Giới thiệu sản phẩm mới là chất tẩy rửa Fab và bọt làm sạch Ajax.
1962: Nước xả Fabric được ra mắt tại Pháp và Colgate mở trung tâm nghiên cứu ở Piscataway, NJ.
1964: Giới thiệu nước rửa chén Palmolive với thành phần kháng khuẩn và dưỡng ẩm da tay.
1966: Bột giặt Cold Power được phát triển cho mục đích sử dụng với nước lạnh.
1968: Kem đánh răng Colgate Cavity Protection được cải tiến với thành phần Fluoride ngăn ngừa sâu răng, và dòng kem đánh răng làm trắng răng được ra mắt.
1972: Colgate mua lại phòng nghiên cứu Hoyt, sau này trở thành Colgate Oral Pharmaceuticals. Sau khi ra mắt ở Đức, xà phòng khử mùi nhãn hiệu Irish Spring được giới thiệu tại thị trường Mỹ.
1983: Bàn chải đánh răng Colgate Plus được giới thiệu với khả năng cải thiện hiệu quả của bàn chải đánh răng thông thường.
1985: Xà phòng Protex được giới thiệu ra thị trường và mang lại sự bảo vệ toàn diện cho mọi gia đình tại hơn 56 quốc gia trên thế giới tính đến hiện tại.
1987: Colgate giới thiệu nước súc miệng đầu tiên với hiệu quả ngăn ngừa sự tích tụ cao răng.
1992: Với sự phát triển của phương pháp mới giúp kiểm soát tình trạng viêm nướu, Colgate Total được đưa ra thị trường.
2000: Bàn chải điện Colgate Actibrush được giới thiệu, đồng thời sản phẩm kem đánh răng Colgate 2in1 ( là sự kết hợp giữa kem đánh răng ngừa sâu răng và nước súc miệng cho hơi thở thơm mát) cũng được đưa ra thị trường.
2004: Ra mắt sản phẩm bàn chải đánh răng Colgate 360.
2007: Ra mắt bàn chải điện Colgate 360 Sonic Power.
2010: Ra mắt dòng kem đánh răng Colgate Sensitive Pro-Relief, sử dụng công nghệ Pro-Argen độc quyền giúp ngăn chặn cơn ê buốt kéo dài ngay lập tức.
2011: Ra mắt thương hiệu Colgate Optic White với công thức kem đánh răng chứa nonaqueous Hydrogen Peroxide (Chất làm trắng răng được khuyên dùng).
2016: Colgate ra mắt kem đánh răng Optic White Platinum High Impact White giúp làm trắng răng gấp 4 lần.
2017: Colgate Cibaca Vedshakti và kem đánh răng Swarna Vedshakti, được lấy cảm hứng từ tín ngưỡng truyền thống Ayurvedic, được ra mắt tại Ấn Độ.
2019: Ra mắt tuýp kem đánh răng tái chế, giới thiệu lại dòng kem đánh răng Colgate Total với công nghệ vượt trội mang lại nhiều lợi ích, và dòng kem đánh răng Colgate Optic White Renewal được ra mắt với 3% Hydrogen Peroxide trong thành phần.

## Dòng sản phẩm
Colgate có rất nhiều sản phẩm chăm sóc răng miệng khác nhau, như Kem đánh răng Colgate, nước súc miệng, bàn chải, cho đến các thiết bị hỗ trợ chuyên dụng. Dưới đây là những dòng sản phẩm chăm sóc răng miệng của Colgate tại thị trường Việt Nam:
Kem đánh răng:
- Kem đánh răng Colgate ngừa sâu răng tối đa
- Kem đánh răng Colgate Optic White O2 làm trắng răng
- Kem đánh răng Colgate Optic White Plus Shine
- Kem đánh răng Colgate Maxfresh
  - Kem đánh răng Colgate Maxfresh trà xanh
  - Kem đánh răng Colgate Maxfresh bạc hà
- Kem đánh răng Colgate Thiên nhiên
  - Kem đánh răng Colgate than hoạt tính
  - Kem đánh răng Colgate trà xanh
  - Kem đánh răng Colgate muối thảo dược
- Kem đánh răng Colgate Ngăn ê buốt cho răng nhạy cảm
- Kem đánh răng Colgate Kid

Nước súc miệng:
- Nước súc miệng Colgate Ortho Defense Phos-Flur
- Nước súc miệng Colgate Plax Fresh Tea
- Nước súc miệng Colgate Plax Peppermint Fresh
- Nước súc miệng Plax Herbal Detox
- Nước súc miệng Colgate Optic White Charcoal Fresh Mint

Bàn chải đánh răng:
- Bàn chải Colgate SlimSoft Advanced
- Bàn chải Colgate 360 Charcoal
- Bàn chải Colgate SlimSoft Charcoal
- Bàn chải Colgate SlimSoft Flex Clean Charcoal
- Bàn chải đánh răng Colgate 360 Spiral Charcoal
- Bàn chải đánh răng điện Colgate
- Bàn chải đánh răng Colgate cho trẻ em

Tăm nước
Bộ Kit làm trắng răng

## Các thương hiệu con
Các thương hiệu con (sub-brand) của Colgate:
- Colgate® Maximum Cavity Protection
- Colgate® Water Flosser
- Kem đánh răng Colgate® Optic White O2
- Kem đánh răng Colgate® Optic White®
- Bàn Chải Điện Colgate®
- Bộ Kit Làm Trắng Răng Colgate® Optic White® O2

## Thị trường hoạt động
Hiện tại Colgate đã có mặt tại hơn 200 quốc gia và vùng lãnh thổ và là thương hiệu kem đánh răng chiếm thị phần số 1 trên toàn thế giới. 